# 李聰 (成化進士)
李聰（1438年—？），字士達，廣東廣州府順德縣人，明朝政治人物。進士出身。

## 生平
廣東鄉試第十九名。成化二年（1466年）丙戌科會試第七十九名，殿試登進士第三甲第二百二十一名。历官嘉兴府、饶州府知府，弘治元年（1488年）七月升广西布政司左参政。

## 家族
曾祖父李處安。祖父李和璧。父亲李德彰。母陈氏。具庆下。弟慧、平、直。